# Tanya Chisholm
Tanya Michelle Chisholm (Fort Lauderdale, 1º luglio 1983) è un'attrice e ballerina statunitense.
È nota per aver interpretato il ruolo di Kelly Wainwright nella sitcom di Nickelodeon Big Time Rush.

## Filmografia
- Ufficialmente bionde - Marcie
- High School Musical 2 - Jackie
- Ghost Whisperer - Kimberly Allen
- Big Time Movie (Big Time Rush: The Movie), regia di Savage Steve Holland – film TV (2012)
- Big Time Rush - Kelly Wainwright
- Fired Up! - Ragazzi pon pon - Denise

## Doppiatrici italiane
Nelle versioni in italiano delle opere in cui ha recitato, Tanya Chisholm è stata doppiata da:
- Rachele Paolelli in Big Time Rush